# Saint-Pierre-la-Roche
Saint-Pierre-la-Roche – miejscowość i gmina we Francji, w regionie Owernia-Rodan-Alpy, w departamencie Ardèche.
Według danych na rok 1990 gminę zamieszkiwały 54 osoby, a gęstość zaludnienia wynosiła 5 osób/km² (wśród 2880 gmin regionu Rodan-Alpy Saint-Pierre-la-Roche plasuje się na 1564. miejscu pod względem liczby ludności, natomiast pod względem powierzchni na miejscu 1059.).